# Södermanlands Enskilda Bank

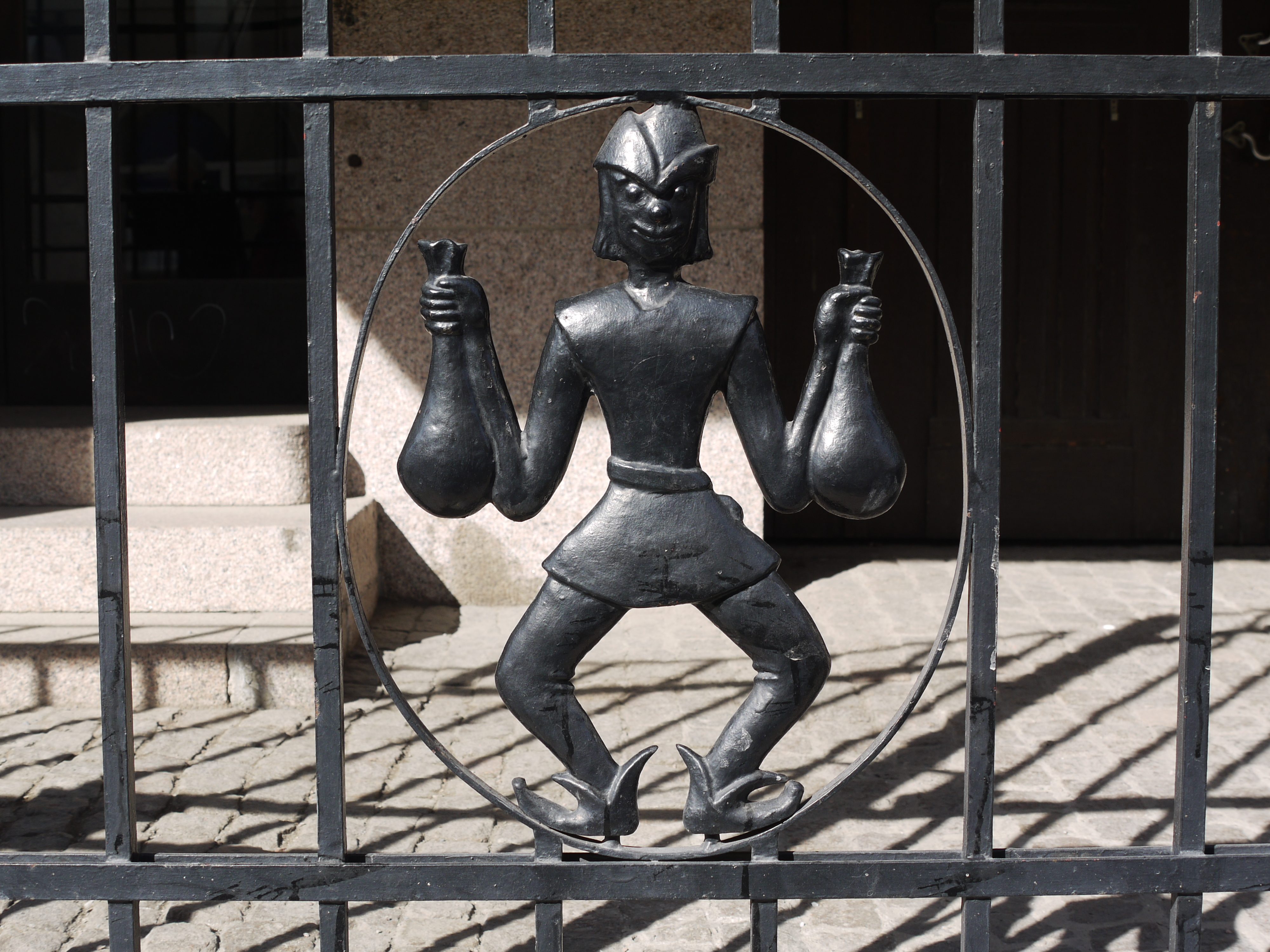
Skulptur på grinden till banken

Södermanlands Enskilda Bank, i dagligt tal kallad Sörmlandsbanken, var en 1867 grundad affärsbank med huvudkontor i Nyköping. Banken övertogs 1945 av Skandinaviska Banken och ingår således numera i SEB.
Banken hade sin grund i Filialbanken i Nyköping, som öppnade sitt kontor 2 maj 1859. 2 maj 1865 hölls ett möte på rådhuset i Nyköping om en omläggning av bankens verksamhet. Resultatet blev bildandet av Södermanlands Enskilda Bank, oktroj utfärdades 17 november 1865. 28 januari 1866 valdes bankens första styrelse. Det tog dock tid innan verksamheten kom igång, 17 december 1866 lades bankens program fram för allmänheten, och 2 januari 1867 startade bankverksamheten i Filialbankens lokaler.

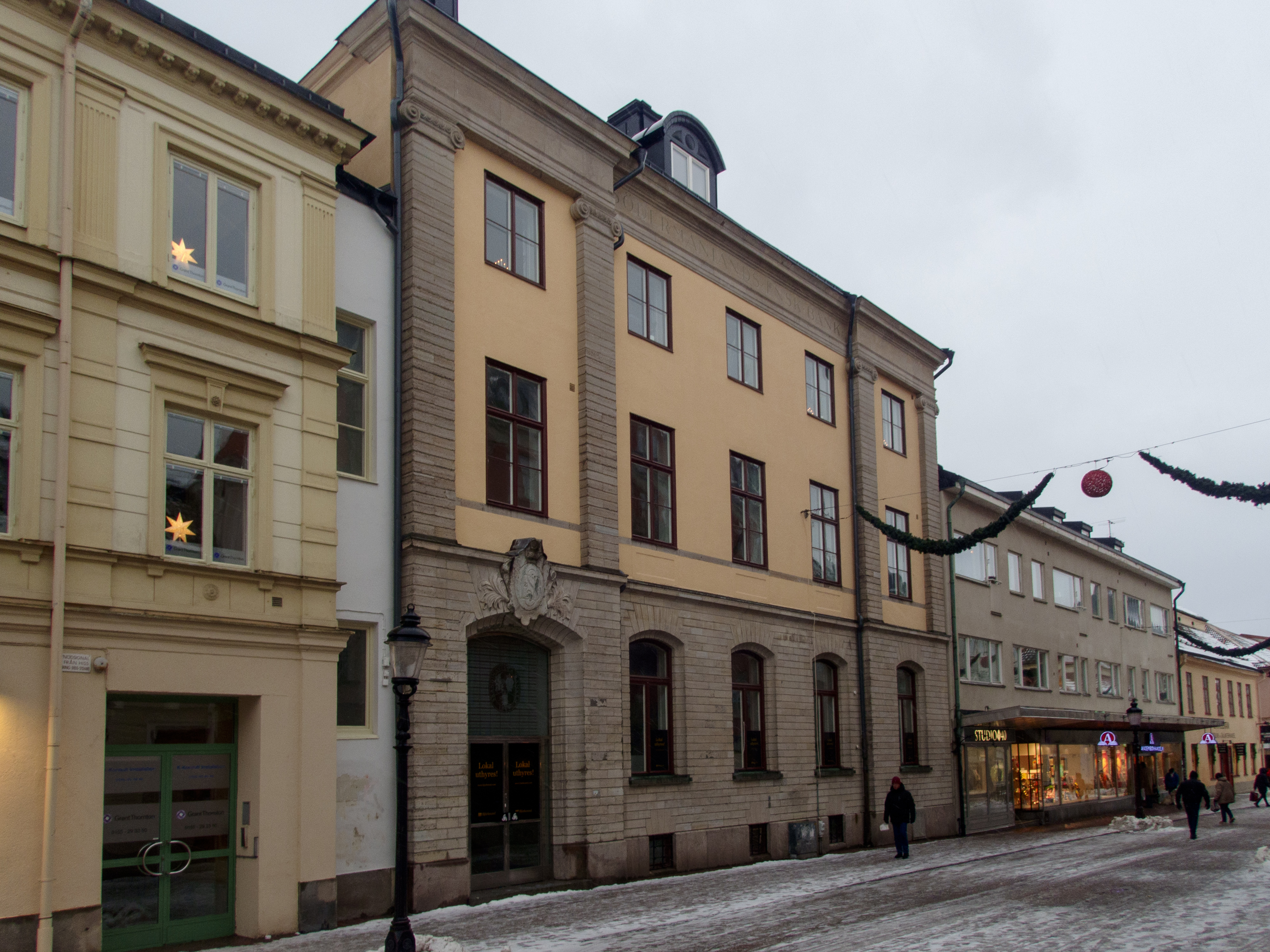
Bankhuset i Nyköping

Man började relativt tidigt med sedelutgivning, som fortsatte fram till dess att Riksbanken i början av 1900-talet införde monopol på sedelutgivning. Redan under första året inrättades avdelningskontor i Eskilstuna, Strängnäs, Mariefred och Åsen-Vingåker. 1871 tillkom ett kontor i Malmköping och 1874 ett i Gnesta. Det gamla bankkontoret i Nyköping blev snart för litet. 1886 köptes tomten tvärs över gatan för uppförande av ett nytt större kontor. Gårdshuset förstördes i en brand 1888, och platsen jämnades därefter av. Ett nytt bankkontor uppfördes dock 1904 på tomten enligt Martin Borgstedts ritningar. 1916-1918 skedde en ombyggnad av huvudkontoret som därvid försågs med ytterligare en våning. Arkitekt var Ernst Stenhammar.